# Helina obtusipennis
Helina obtusipennis är en tvåvingeart som först beskrevs av Fallen 1823.  Helina obtusipennis ingår i släktet Helina och familjen husflugor. Arten är reproducerande i Sverige. Inga underarter finns listade i Catalogue of Life.